# Fogaréu
Fogaréu ist ein französisch-brasilianischer Spielfilm unter der Regie von Flávia Neves aus dem Jahr 2022. Der Film feierte am 15. Februar 2022 auf der Berlinale seine Weltpremiere in der Sektion Panorama.

## Handlung

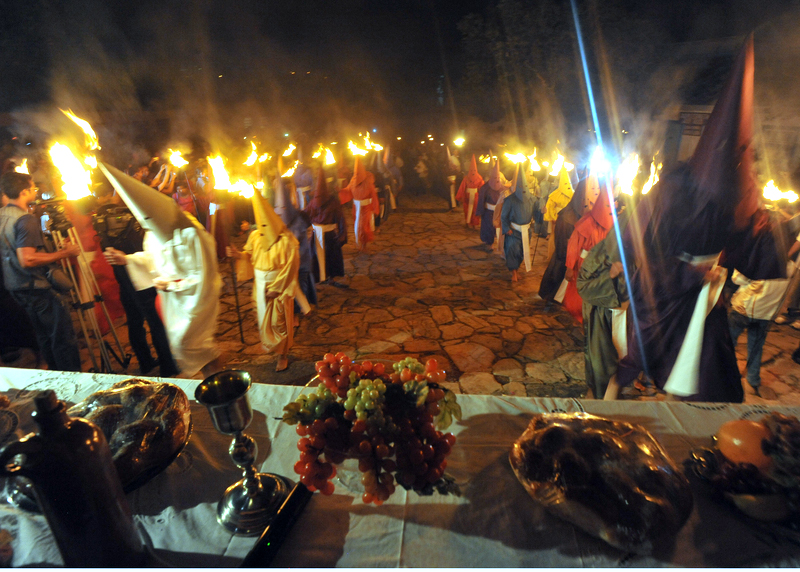
Fogaréu-Prozession in Goiás, 2010

Der Film beginnt, so könnte man denken, mit bedrohlichen Aufnahmen eines Aufmarsches des Ku-Klux-Klans, der sich in Richtung auf Goiás bewegt – da zeigt die Kamera die Figuren von der anderen Seite, aus Fernandas Perspektive: Es handelt sich um eine religiöse Prozession! Die junge Fernanda stößt in Goiás auf ihre bislang verborgenen Wurzeln. Nach dem Tod ihrer Adoptivmutter kehrt sie ins Haus ihres wohlhabenden Onkels zurück. Dort geraten vermeintliche Sicherheiten ins Wanken und die schmerzliche Wahrheit über ihre familiäre Vergangenheit kommt ans Tageslicht.
An der Grenze zwischen dem Realen und dem Fantastischen, zwischen einer beeindruckend modernen Landwirtschaft und kolonialer Vergangenheit verbindet sich Familienhorror auf surreale Weise mit der brasilianischen Kolonial- und Sklavereigeschichte.

## Hintergrund

### Historischer Hintergrund
Die Fogaréu-Prozession wird nur in Goiás abgehalten und beginnt jeweils um 0 Uhr am Gründonnerstag. Es handelt sich um eine katholische Tradition, die an die Verhaftung von Jesus Christus erinnern soll. 40 Farricocos stellen römische Soldaten dar, bewegen sich barfuß durch die alten Steinstraßen und werden von einer Menschenmenge zu verschiedenen Stationen begleitet. Sie tragen lange Tuniken in verschiedenen Farben und lange konische und spitze Kapuzen. Diese Tracht wurde im Mittelalter von Büßern getragen, die mit dieser Verkleidung für ihre Verfehlungen Buße tun konnten, ohne dass zu erkennen war, wer sich unter der Kleidung verbarg.

### Filmstab
Regie führte Flávia Neves, von der auch das Drehbuch stammt. Fogaréu ist ihr erster Spielfilm. Die Kameraführung lag in den Händen von Luciana Baseggio und Glauco Firpo, die Musik komponierte Fernando Aranha.  

### Produktion und Förderungen
Produziert wurde der Film von Mayra Faour Auad und Vânia Catani.

### Veröffentlichung
Der Film feierte am 15. Februar 2022 auf der Berlinale seine Weltpremiere in der Sektion Panorama. Anfang Oktober 2022 wird er beim Vancouver International Film Festival gezeigt.

## Auszeichnungen und Nominierungen
- 2020: Ventana Sur, Sektion Primer Corte, Buenos Aires[7]
- 2022: Internationale Filmfestspiele Berlin
  - Nominierung für den GWFF Preis Bester Erstlingsfilm[5]
  - 3. Platz beim Panorama Publikumspreis (bester Spielfilm)[8]
  - Nominierung für den Teddy Award in der Kategorie Spielfilm[9]